# Rhinopoma cystops
Rhinopoma cystops är en fladdermus i släktet klaffnäsor som förekommer i norra Afrika och på Arabiska halvön. Populationen listades fram till en genetisk studie från 2007 som underart till Rhinopoma hardwickii.

## Utseende
Arten är med en kroppslängd (huvud och bål) av 52 till 72 mm, en svanslängd av 54 till 80 mm, med 50 till 67 mm långa underarmar och med en vikt av 6,5 till 17 g medelstor i släktet. Öronen är 16 till 24 mm långa. Rhinopoma cystops har enfärgade hår med en mörkgrå till ljusgrå färg på ovansidan samt en ljusare till vit färg på undersidan. Allmänt har flyghuden en mörkbrun färg. Några populationer är vid alla kroppsdelar tydlig ljusare till vit. Jämförd med Rhinopoma muscatellum och Rhinopoma microphyllum är svansflyghuden bredare. Svansen är fram till femte svanskotan inbäddad. Denna fladdermus har robusta tänder. Den diploida kromosomuppsättningen bildas av 36 kromosomer (2n=36).

## Utbredning
Populationer som med säkerhet tillhör arten förekommer vid Atlasbergen i Tunisien, Algeriet, Marocko och Mauretanien. Arten är även bekräftad i södra Algeriet, Mali, Burkina Faso och Niger samt längs Nilen fram till norra Sudan, i Djibouti, norra Somalia och över Sinaihalvön fram till västra Arabiska halvön, inklusive ön Sokotra. Antagligen lever arten även i andra regioner av norra Afrika. Rhinopoma cystops vistas i låglandet och i bergstrakter upp till 1000 meter över havet. Habitatet varierar mellan öknar, gräsmarker och buskskogar. Exemplaren hittas ofta vid oaser, wadi och trädgårdar. Typiska växter tillhör akaciasläktet, tamarisker och oleander.

## Ekologi
Exemplaren är nattaktiva och vilar på dagen i grottor, bergssprickor, ruiner och andra gamla byggnader, i katakomber och andra tunnlar samt under överhängande klippor. Rhinopoma cystops jagar främst 10 meter ovanför marken. Den har svartbaggar och andra skalbaggar, fjärilar, skinnbaggar och stritar som byten.

## Hot
Regionala bestånd hotas av bekämpningsmedel. I regionen är minst en skyddszon dokumenterad. Allmänt är arten inte sällsynt. IUCN listar Rhinopoma cystops som livskraftig (LC).